# Antoine Khoraiche
Antoine Khoraiche (en arabe : أنطون بطرس خريش), également orthographié Antoine Khreich, né à Ain-Ebel dans le sud du Liban en 1907 et mort à Beyrouth en 1994, fut le 75e patriarche maronite d'Antioche et de tout l'Orient de 1975 à 1986.

## Biographie

### Prêtre
Antoine Khoraiche est ordonné prêtre le 12 avril 1930 dans le rite maronite.

### Évêque
Nommé évêque auxiliaire maronite de Sidon au Liban le 25 avril 1950 avec le titre d'évêque in partibus de Tarse des Maronites (de), il est consacré le 15 octobre suivant par Antoine Arida (en) avec comme co-consécrateurs Ignace Ziadé (de) et François Ayoub (de).
Il devient évêque titulaire de Sidon le 25 novembre 1957 avant d’être nommé par le synode des évêques de son Église patriarche d'Antioche et de tout l'Orient en février 1975, devenant ainsi chef de l'Église maronite. Il se retire de cette charge le 3 avril 1986 ; il a alors 78 ans.

### Cardinal
Il est créé cardinal par Jean-Paul II lors du consistoire du 2 février 1983.

## Succession apostolique
Antoine Khoraiche a ordonné les évêques suivants :
- Archevêque Antoine Joubeir (de) (1975)
- Archevêque Ibrahim Hélou (de) (1975)
- Évêque Roland Aboujaoudé (de) (1975)
- Évêque Georges Abi-Saber (de), O.L.M. (1977)
- Évêque Georges Scandar (en) (1977)
- Archevêque Paul Fouad Naïm Tabet (1980)
- Évêque John Chedid (de) (1981)
- Archevêque Elias Shaheen (de) (1982)
- Évêque Émile Eid (de) (1983)